# Hintón de Sahuatirca
Hintón de Sahuatirca es una localidad peruana ubicada en el distrito de Huarmaca, perteneciente a la provincia de Huancabamba del departamento de Piura, al norte del Perú. 

## Ubicación
Hintón de Sahuatirca se ubica al sur de la provincia de Huancabamba, en el distrito de Huarmaca, en el departamento de Piura.

## Demografía
En 2017 Hintón de Sahuatirca tenía una población de 36 habitantes.